# Rhodospatha herrerae
Rhodospatha herrerae är en kallaväxtart som beskrevs av Thomas Bernard Croat och P.Huang. Rhodospatha herrerae ingår i släktet Rhodospatha och familjen kallaväxter. Inga underarter finns listade.